# Вальчак, Станислав
Станислав Вальчак (пол. Stanisław Walczak; 9 апреля 1913, Wadów — 11 июля 2002, Варшава) — польский политик. Профессор юридических наук и министр юстиции в 1965—1971 годах.

## Биография
Родился 9 апреля 1913 года в Вадове (ныне жилой массив в Кракове), в семье Юзефа и Марии Вальчак. В 1938 году окончил юридический факультет Ягеллонского университета, а в 1949 году получил степень доктора права Вроцлавского университета. В 1965 году получил звание доцента, а в 1976 году — профессора юридических наук.
Во время немецкой оккупации состоял в Гвардии Людовой и Армии Людовой. В 1945 году — вице-президент Валбжиха, с 1946 по 1947 год — председатель делегации Специальной комиссии по борьбе со злоупотреблениями и экономическим вредом во Вроцлаве, затем до 1950 года председатель делегации министра образования молодежи во Вроцлаве. Научный сотрудник Вроцлавского университета (1948—1964), затем профессор Варшавского университета (1965—1986). Был заведующим отделом пенитенциарной политики (1976—1980) и заведующий отделом пенитенциарных наук (1981—1984) Института социальной профилактики и ресоциализации. В 1965—1971 годах — председатель Главной комиссии по расследованию преступлений нацизма в Польше. На пенсии с 1984 года.
С 1942 года состоял в Польской рабочей партии, позднее в Польской объединённой рабочей партии. В 1949 и с 1956 по 1957 год он был членом исполкома губернского комитета Польской объединённой рабочей партии во Вроцлаве, а с ноября 1956 по март 1957 года — его секретарем. С ноября 1968 по декабрь 1971 года — заместитель члена ЦК Польской объединённой рабочей партии.
В 1957 году он стал заместителем государственного секретаря Министерства юстиции, а затем — с 25 июня 1965 года по 26 октября 1971 года — был министром юстиции в четвёртом правительстве Юзефа Циранкевича и правительстве Юзефа Циранкевича и Петра Ярошевича.
Был академическим преподавателем в Частном университете социальных, компьютерных и медицинских наук в Варшаве.
Похоронен на Повонзком воинском кладбище.

## Ордена и награды[5]
- Орден «Знамя Труда» I степени.
- Орден «Знамя Труда» II степени.
- Командорский крест Ордена Возрождения Польши.
- Золотой Крест Заслуги (дважды: первый раз 12 ноября 1946 года[6])
- Медаль 30-летия Польской Народной Республики.
- Медаль 40-летия Польской Народной Республики.
- Медаль 30-летия Армии Людовой.
- Знак Тысячелетия польского государства[7].